# Урисай
Уриса́й (каз. Ұрысай) — село у складі Чингірлауського району Західноказахстанської області Казахстану. Входить до складу Чингірлауського сільського округу.
До 2010 року село називалось Правда.
Населення — 127 осіб (2021; 314 у 2009, 452 у 1999, 786 у 1989).